# Minersville (Utah)
Minersville – miasto w Stanach Zjednoczonych, w stanie Utah, w hrabstwie Beaver.